# 195 p.n.e.
| [ Edytuj tabelę ] |                                                                     |
| Król Baktrii      | - 200 p.n.e. Demetriusz I 190 p.n.e.                                |
| Król Bitynii      | - 229 p.n.e. Prusjasz I 182 p.n.e.                                  |
| Cesarz Chin       | - 202 p.n.e. Han Gaozu 195 p.n.e. - 195 p.n.e. Han Huidi 188 p.n.e. |
| Władca Egiptu     | - 204 p.n.e. Ptolemeusz V 180 p.n.e.                                |
| Król Ilirii       | - 206 p.n.e. Pleuratos III 181 p.n.e.                               |
| Król Kapadocji    | - 220 p.n.e. Ariarates IV 163 p.n.e.                                |
| Władca Korei      | - 220 p.n.e. Jun 194 p.n.e.                                         |
| Król Macedonii    | - 221 p.n.e. Filip V 179 p.n.e.                                     |
| Król Numidii      | - 206 p.n.e. Masynissa 148 p.n.e.                                   |
| Król Partów       | - 217 p.n.e. Arsakes II 191 p.n.e.                                  |
| Władca Pergamonu  | - 197 p.n.e. Eumenes II 159 p.n.e.                                  |
| Król Pontu        | - 220 p.n.e. Mitrydates III 185 p.n.e.                              |
| Władca Seleucydów | - 223 p.n.e. Antioch III Wielki 187 p.n.e.                          |
| Król Sparty       | - 207 p.n.e. Nabis 192 p.n.e.                                       |

Rok 195 p.n.e.
stulecia: III wiek p.n.e. ~
II wiek p.n.e. ~
I wiek p.n.e.

lata: 205 p.n.e. «
199 p.n.e. «
198 p.n.e. «
197 p.n.e. «
196 p.n.e. «
195 p.n.e. »
194 p.n.e. »
193 p.n.e. »
192 p.n.e. »
191 p.n.e. »
185 p.n.e.

## Wydarzenia
- konsulat w Rzymie sprawował Katon Starszy
- Nabis, władca Sparty, poniósł, klęskę w wojnie z koalicją grecko-rzymską
- Hannibal opuścił potajemnie Kartaginę, udając się na dwór Antiocha III
- Pod względem populacji Xi’an (populacja 400 tys.) wyprzedził Patnę i stał się największym miastem świata (dane szacunkowe)

## Urodzili się
- Mitrydates I – król Partii z dynastii Arsacydów (Arsakidów) od 171 p.n.e.; jeden z budowniczych imperium partyjskiego
- Terencjusz – komediopisarz rzymski pochodzenia afrykańskiego; do dzieł zaliczamy: Dziewczyna z Andros, Eunuch, Sami siebie karzący; jego słynne zdanie: "człowiekiem jestem i nic, co ludzkie, nie jest mi obce"

## Zmarli
- Liu Bang (cesarz Gao) – założyciel i pierwszy władca chińskiej dynastii Han